# Kalocsa

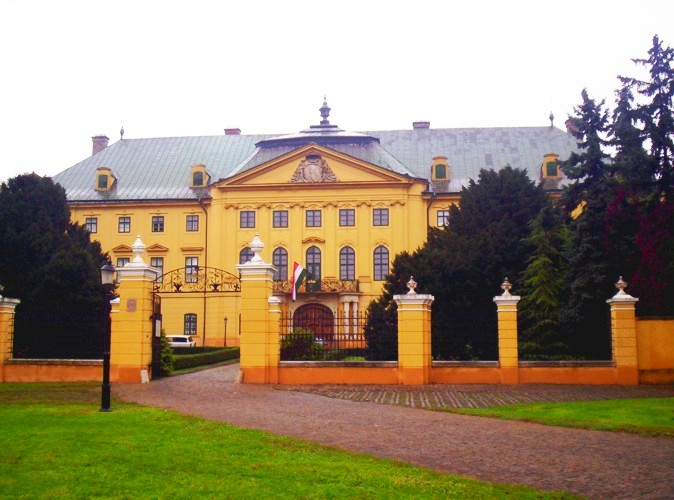
Pałac arcybiskupi

Kalocsa – miasto (17,2 tys. mieszkańców w I 2011 r.) na Węgrzech, położone na zachodzie Wielkiej Niziny Węgierskiej nad Dunajem. Miasto jest ośrodkiem administracyjnym powiatu Kalocsa, wchodzącego w skład komitatu Bács-Kiskun.

## Historia
Arcybiskupstwo od X wieku (drugie na Węgrzech, po Ostrzyhomiu). W 1001 biskup Anastazy-Astryk koronował tu pierwszego króla Węgier – Stefana I Świętego. 
Od XIX wieku główny ośrodek uprawy papryki. W początku lat 80. XX wieku obszar upraw papryki kaloczańskiej wynosił 3,5 tys. hektarów.

## Sztuka ludowa
Miasto jest silnym ośrodkiem twórczości ludowej, głównie ornamentacyjnego malarstwa ściennego i haftu (hafciarki noszą tu nazwę pisarek). Do 1918 używano w tym zakresie wąskiej gamy kolorystycznej: koloru białego, czarnego, czerwonego i niebieskiego. Obecnie tradycja ta zanikła i używa się szerokiego spektrum barw. Malunki i hafty przedstawiają jednak wyłącznie naturalistyczne ornamenty roślinne. Zdobi się ściany wewnętrzne domostw, jak również ganki i ściany szczytowe. Silne jest także ludowe garncarstwo i ceramika. Wytwarzane są zwłaszcza czerwone dzbany i białe misy z niebieskimi ozdobnikami. 

## Współpraca
- Kirchheim unter Teck, Niemcy
- Cristuru Secuiesc, Rumunia
- Totana, Hiszpania
- Betlejem, Palestyna
- Shenzhen, Chińska Republika Ludowa